# The Carrie Diaries
The Carrie Diaries je americký komediálně-dramatický televizní seriál, jehož autorkou je Amy B. Harris. Vznikl na motivy románu Deníky Carrie B. od Candace Bushnellové a zároveň se jedná o prequel seriálu Sex ve městě. Premiérově byl vysílán v letech 2013–2014 na stanici The CW. Celkově bylo natočeno 26 dílů ve dvou řadách.

## Příběh
Carrie Bradshaw je šestnáctiletá středoškolačka žijící ve fiktivním městečku Castlebury v Connecticutu, která sní o kariéře slavné spisovatelky. V první řadě seriálu prozkoumává během své stáže v módním časopise New York. Druhá řada popisuje její nový život v tomto městě, kde bydlí s přáteli.

## Obsazení

### Hlavní role

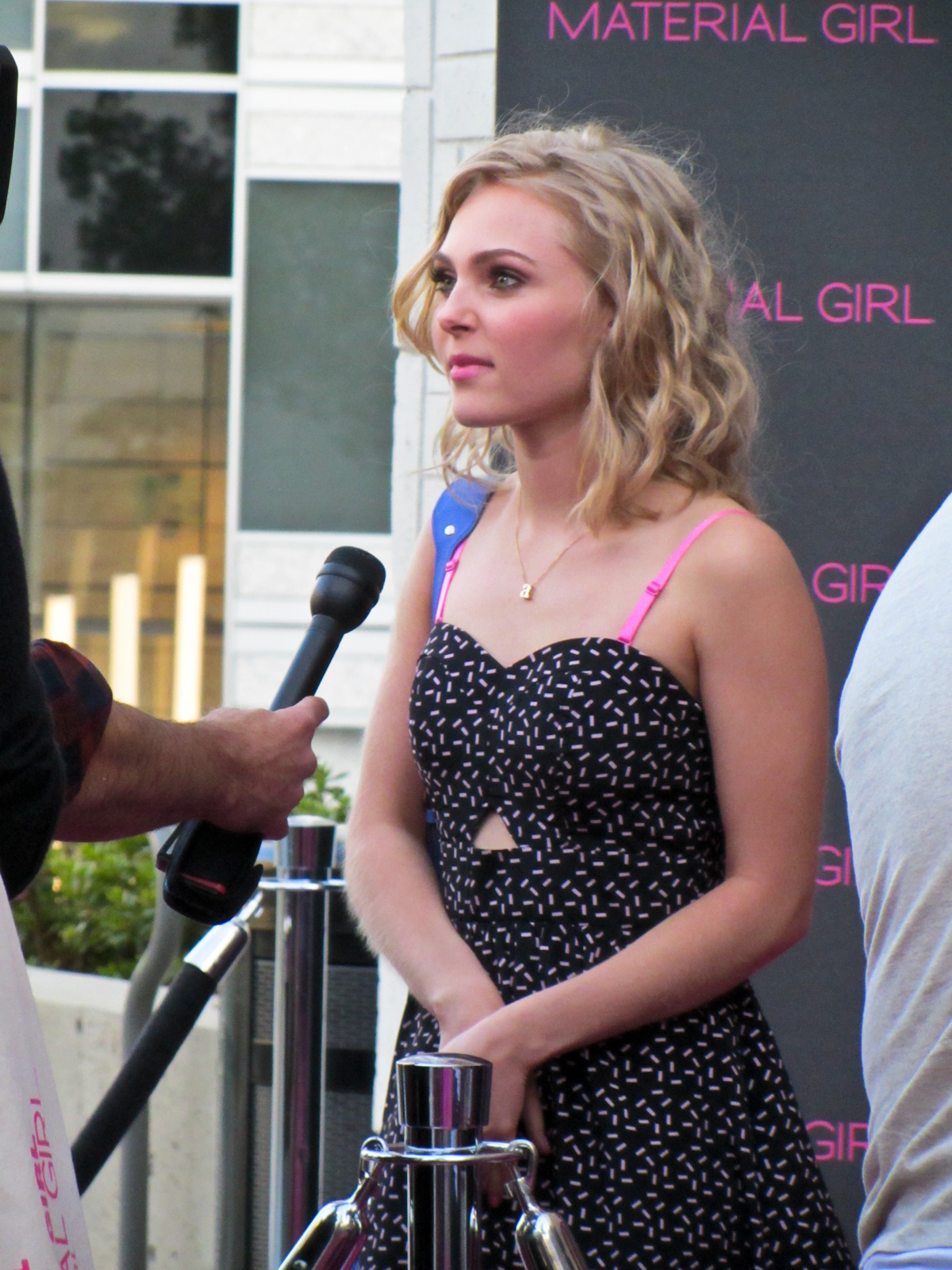
AnnaSophia Robb, představitelka Carrie Bradshaw

- AnnaSophia Robb jako Carrie Bradshaw
- Austin Butler jako Sebastian Kydd
- Ellen Wong jako Jill „Mouse“ Chen
- Katie Findlay jako Maggie Landers
- Stefania Owen jako Dorrit Bratshaw
- Brendan Dooling jako Walter „Walt“ Reynolds
- Chloe Bridges jako Donna LaDonna
- Freema Agyeman jako Larissa Loughlin
- Matthew Letscher jako Tom Bradshaw
- Lindsay Gort jako Samantha Jones (2. řada)

### Vedlejší role
- Krystal Procida jako Larissina asistentka
- Jake Robinson jako Bennet Wilcox
- R. J. Brown jako Thomas West
- Scott Cohen jako Harlan Silver
- Alexandra Miller jako Jen
- Josh Salatin jako Simon Byrnes
- Whitney Vance jako Jen
- Evan Crooks jako Miller
- Nadia Dajani jako Deb
- Kate Nowlin jako Barbara
- Chris Wood jako Adam Weaver

## Produkce
V září 2011 stanice The CW oznámila, že plánuje vysílat prequel seriálu Sex ve městě s názvem The Carrie Diaries. Projekt byl produkován Joshem Schwartzem a Stephanie Savage. Dne 18. ledna 2012 stanice objednala pilotní díl. Výkonnými producenty se stali Josh Schwartz, Stephanie Savage, Len Goldstein a Candace Bushnell, která je autorkou románu Deníky Carrie B., jenž posloužil jako předloha.

## Vysílání
| Řada | Díly | Premiéra v USA | Premiéra v USA |
| Řada | Díly | První díl      | Poslední díl   |
| ---- | ---- | -------------- | -------------- |
| 1    | 13   | 14. ledna 2013 | 8. dubna 2013  |
| 2    | 13   | 25. října 2013 | 31. ledna 2014 |

Po skončení vysílání první řady oznámila stanice dne 9. května 2013, že objednává druhou řadu.
Dne 8. května 2014 stanice seriál po dvou řadách zrušila.